# خليل حداد
خليل حداد (1959 - 2016 م) ممثل سوري من مواليد حلب.

## أعماله

### المسلسلات
- باب الحارة الجزء الثاني والثالث بدور أبو طوني.
- خان الحرير
- الثريا
- الحقد الأبيض
- سيرة آل الجلالي
- الخبز الحرام
- دنيا 2
- العراب (2016)
- الندم 2016

## وفاته
توفي خليل حداد عصر يوم الأحد 24 يوليو (تموز) 2016م. إثر نوبة قلبية مفاجئة.

## روابط خارجية
- خليل حداد على موقع قاعدة بيانات الأفلام العربية